# Запорізький абразивний комбінат
 ПрАТ «Запоріжабразив» (Запорізький абразивний комбінат) — єдиний виробник шліфувальних матеріалів в Україні та один з найбільших виробників абразивів у Східній Європі.

## Історія

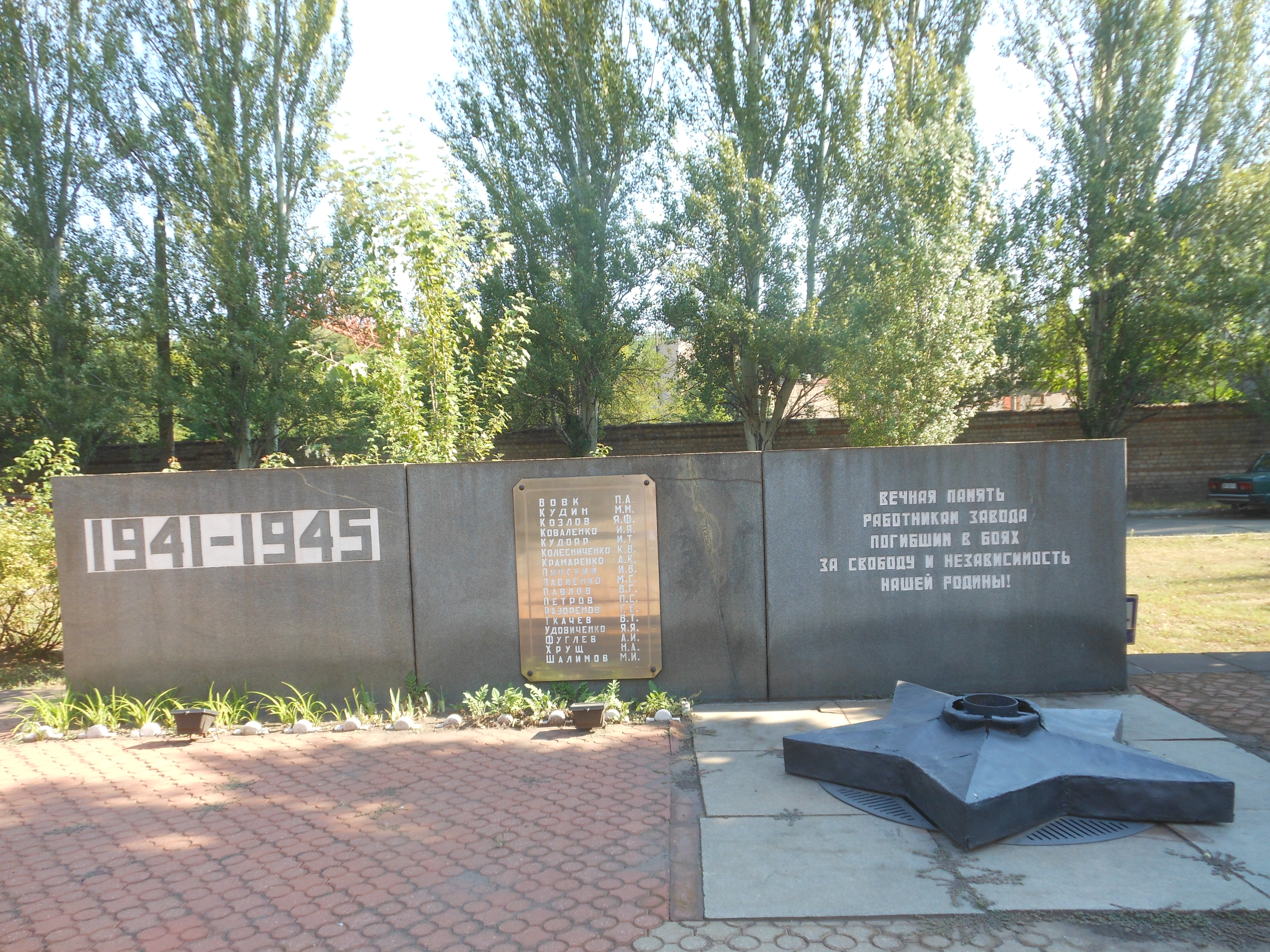
Пам'ятник загиблим робітникам абразивного комбінату у ВВв 1941-1945 рр.(перед адміністративним корпусом комбінату)

Історія ВАТ «Запорізький абразивний комбінат» починається з 1938 року, коли були закінчені будівництво і монтаж Дніпровського карборундового заводу.
1946 року присвоєно нове найменування «Запорізький завод абразивних виробів». Одночасно проводились роботи зі створення виробництва електрокорунду нормального.
30 червня 1952 року одержаний електрокорунд нормальний.
1954 року закінчено будівництво і монтаж цеху з переробки куска електрокорунду, з'явилась нова продукція — шліфматеріали із електрокорунду нормального.
1956 року розпочався випуск абразивного інструменту на керамічній зв'язці.
1960 року введено в експлуатацію два цехи: з виробництва тугоплавких сполук і цех виробництва карбіду бору.
1966 року Запорізький завод абразивних виробів було перейменовано на Запорізький абразивний комбінат.
1970 року введений в експлуатацію цех з виробництва мікропорошків із електрокорунду нормального.
1979 року видав продукцію новий цех виробництва мікропорошків карбіду кремнію.
У жовтні 1976 року видав першу продукцію цех з виробництва шліфувальної шкурки.
1995 року Запорізький абразивний комбінат перетворено у приватне акціонерне товариство — ПрАТ «Запорізький абразивний комбінат».

## Виробництва
ПрАТ «Запорізький абразивний комбінат» має 5 виробництв:
- Виробництво електрокорунду нормального[1].
- Виробництво карбіду кремнію.
- Виробництво тугоплавких сполук і карбіду бору.
- Виробництво абразивного інструменту.
- Виробництво шліфувальної шкурки.

Крім основних цехів ВАТ «Запорізький абразивний комбінат» володіє численною інфраструктурою, яка складається із допоміжних цехів, дільниць, відділів і служб.

## Продукція
- Шліфувальні матеріали з електрокорунду нормального у вигляді зерна, порошків, мікропорошків;
- Шліфувальні матеріали з карбіду кремнію чорного у вигляді зерна, порошків, мікропорошків і спеціальних вогнетривких фракцій;
- Карбід кремнію металургійної якості у вигляді фракцій;
- Тугоплавкі матеріали: карбід бору, в тому числі для атомної промисловості; нітрид бору, в тому числі косметичної якості;
- Відрізні та зачисні армовані круги на бакелітовій зв'язці;
- Абразивний інструмент на керамічній і бакелітовій зв'язці, в тому числі спеціальні круги для шліфування куль шарикопідшипників, спеціальні круги на бакелітовій зв'язці для торцевого шліфування типів ПН і ПНР;
- Шліфувальна шкурка і вироби з неї, в тому числі круги шліфувальні пелюсткові радіальні типу КШП; круги шліфувальні пелюсткові торцеві типу КПТ (Флеп-диски);
- Керамічні зв'язки для абразивного інструменту.